# Trout River Small Pond
Trout River Small Pond is een meer van 2,9 km² in de Canadese provincie Newfoundland en Labrador. Het meer bevindt zich in het Nationaal Park Gros Morne in het uiterste westen van het eiland Newfoundland.

## Geografie
Trout River Small Pond bevindt zich helemaal in het zuiden van het als werelderfgoed erkende Nationaal Park Gros Morne. Het meer is gelegen aan de zuidgrens van de Tablelands, een gebied vrijwel zonder begroeiing dat een oranjebruine bodem heeft door de aanwezigheid van ijzer in het peridotiet gesteente. Net ten noorden van het meer ligt de gemeente Trout River.
Het 5 km lange en 850 m brede meer dankt zijn langwerpige vorm door zijn ligging in een dal. Het omliggende landschap torent in het zuiden ruim 300 m en in het noorden ruim 600 m boven Trout River Small Pond uit. Het meer zelf bereikt een maximale diepte van 130 m.
In het zuidoosten is het meer via een 60 m lange en 35 m brede doorgang genaamd The Narrows verbonden met Trout River Big Pond. Dat veel grotere meer vormt tezamen met Trout River Small Pond een groot merensysteem dat deel uitmaakt van de loop van de Trout River. De bovenloop van die rivier mondt uit in het zuiden van de big pond, terwijl de benedenloop de small pond afwatert naar zee toe (via het dorp Trout River).

## Faciliteiten
Het meer ligt slechts 300 m ten zuiden van de dorpskern van Trout River en is van daaruit goed met de wagen bereikbaar. Er bevindt zich aan de noordoever een ruime parkeerplaats inclusief allerhande faciliteiten voor toeristen zoals een speeltuin, picknicktafels en openbare toiletten. Daarnaast zijn er twee steigers, zowel voor georganiseerde boottochten als voor kajaks. Aan de westoever van het meer bevindt zich voorts de Trout River Campground.

## Galerij

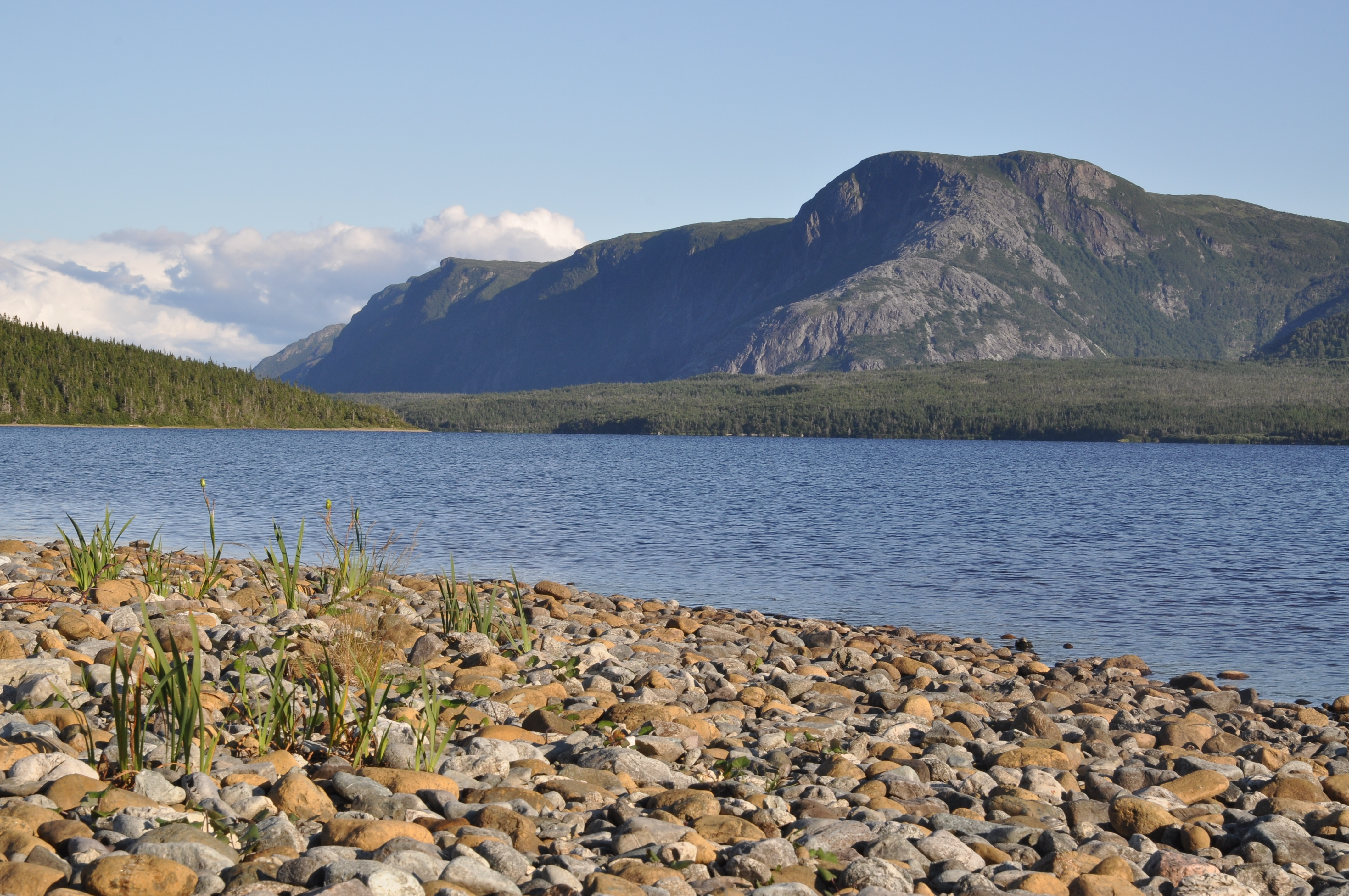
Zicht op Trout River Small Pond en de berg Narrows Head vanop het keienstrand aan de noordelijke oever
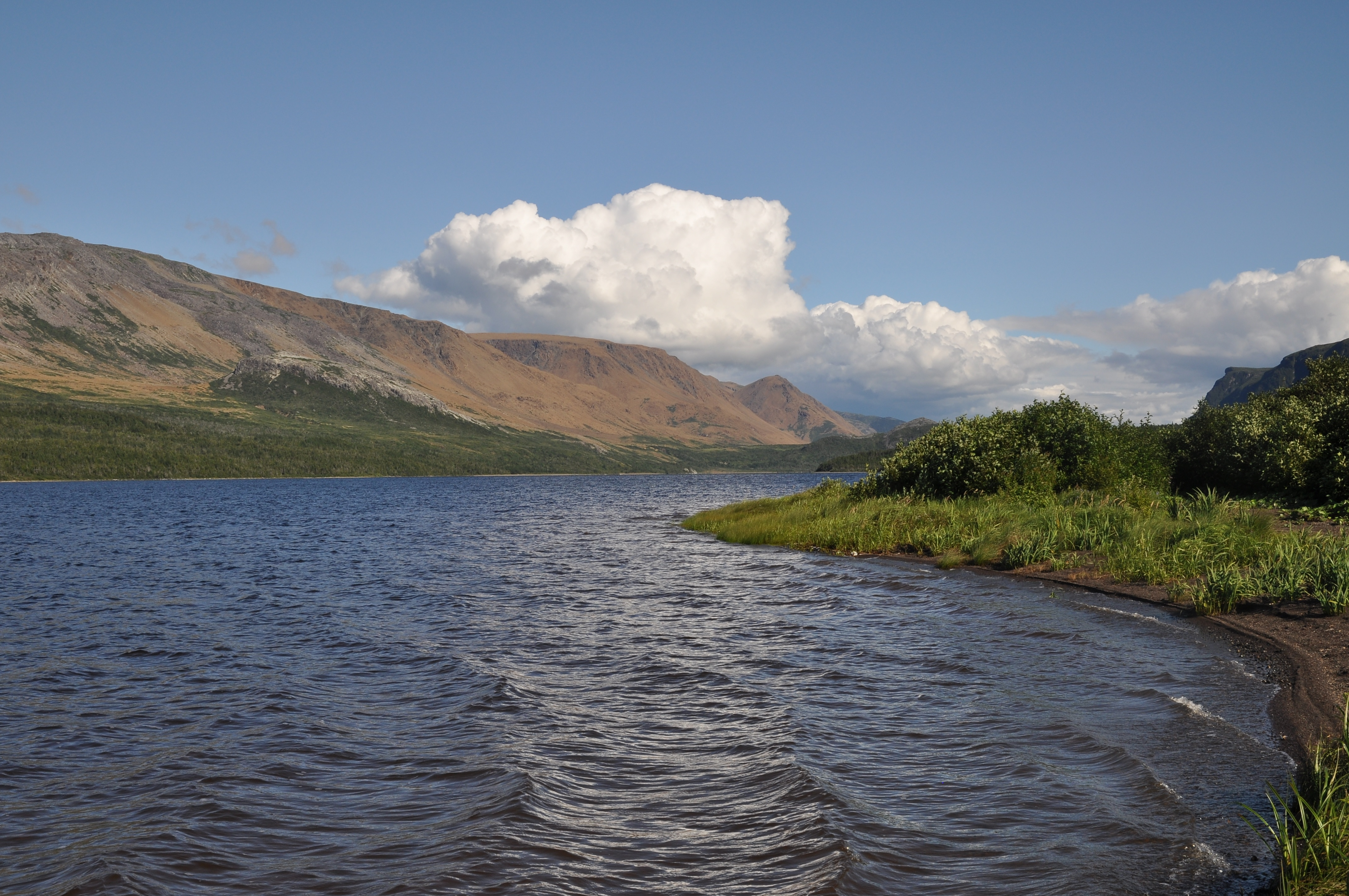
De Tablelands gezien vanaf de noordwestelijke oever
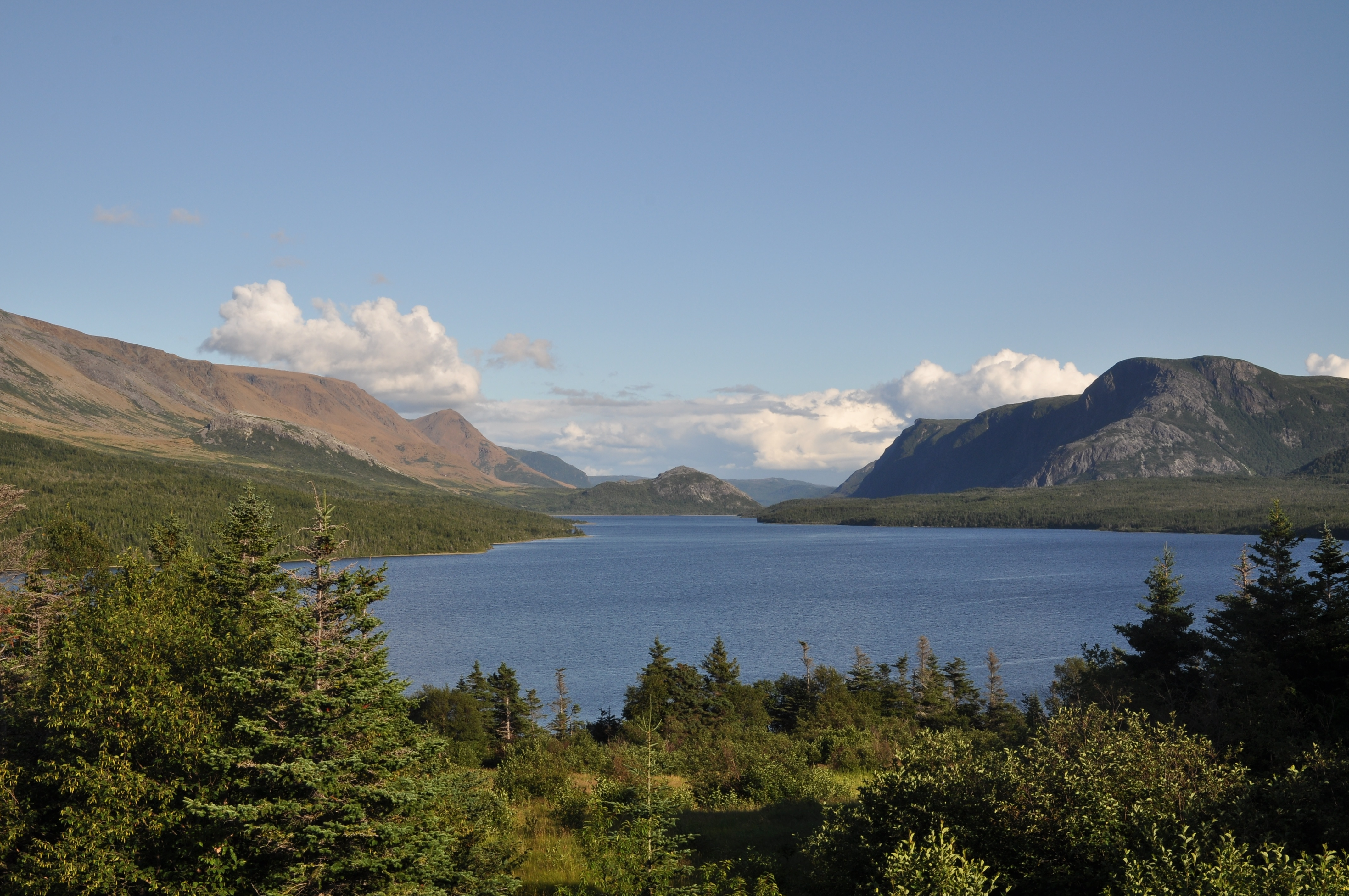
Het meer met links de Tablelands en rechts Narrows Head gezien vanuit de omgeving van het kampeerterrein